# 小行星26255
小行星26255（26255 Carmarques）是一颗绕太阳运转的小行星，为主小行星带小行星。该小行星于1998年8月19日发现。

## 轨道参数
小行星26255的轨道半长轴为339 261 848 km，2.2677931 UA，离心率为0.152。